# Kamia Indijanci
Kamia (Comeya), pleme Yuman Indijanaca iz doline Imperial u Kaliforniji. Prema Giffordu Kamia u domorodačko doba nije bilo više od nekoliko stotina (300). Heintzelman (1857) navodi da ih (1849) ima 254, a poglavica im je Fernando. Pravih sela nisu imali. Vode se kao nestali.

## Ime
Sami sebe nazivaju Kamiyai ili Kamiyahi, iz čega i dolazi naziv Kamia i Comeya koji 1854. koristi Bartlett i (1907) Hodge. Kamie sebe nazivaju i imenom Tipai (=person), što je u stvari i ime jedne skupine Diegueña. Naziv Quemayá (Garcés, 1775-76.) istoga je porijekla kao i Kamia.

## Jezik
Jezik Kamia pripada porodici Yuman i smatra se istočnim dijalektom jezika diegueño.

## Etnografija
Kamie su bili nomadski lovci i sakupljači, stanovnici pustinjskih predjela, ali je ipak bilo ponešto obrade tla, osobito grah,  tikve, lubenice i neku vrstu legume (Vigna sinensis; cowpea), graha ili graška crnoga oka, posljednje dvije uvezli su Europljani, a Indijanci su ih preuzeli. -Prema (Heizer: 1980) kamie su su s Kumeyaayima trgovali lubenicama u zamjenu za žir.
Kamie posjećuju 1775. Anza, Garcés i Font nazivajući ih Quemayá. za njih kažu da na nogama nose sandale od vlakana magueja i 'jako prljavi'. ksnije ih posjećuje poručnik Hardy na rijeci Colorado, nešto više od ušća Gile nazivajući ih Axua. Za njih kaže da su prilično brojni i srednjeg rasta, da svoju kosu mažu nekim blatom s kojim mažu i tijelo. Ženska ljetna odjeća sastoji se od kratke suknje od kore, dok muškarci u to doba godine hodaju goli. I muškarci i žene (prema Hardyju) svoja lica bojaju. Imali su i običaj prodavanja djece. Prema istom izvoru Kamie su živjeli od ribolova i sakupljanjam voća i sjemenki. od oružja su imali luk i strijelu, koplje i neku vrstu kratke toljage s glavom u obliku okruglog malja. Whipple (1852) kaže za njih da žive kod jezera Salton na New Riveru.
Hodge kaže da su poznata imena njihovih plemena ili 'rancherija':  Hamechuwa, Hatawa, Hepowwoo, Itaywiy i Quathlmetha.

## Vanjske poveznice
- The Kumeyaay (Diegueño) of San Diego County & Baja